# أولاد امحمد بن علال (اللواثة البور واحد)
أولاد امحمد بن علال هو دُوَّار يقع بجماعة سيدي علي لبراحلة، إقليم الرحامنة، جهة مراكش آسفي في المملكة المغربية. ينتمي الدوّار لمشيخة اللواثة البور واحد التي تضم 20 دواوير. يقدر عدد سكانه بـ 78 نسمة حسب الإحصاء الرسمي للسكان والسكنى لسنة 2004.

## روابط خارجية
- البوابة الوطنية للجماعات الترابية
- المندوبية السامية للتخطيط